# Elisabeth Welch
Elisabeth Margaret Welch (Englewood, 27 febbraio 1904 – Northwood, 15 luglio 2003) è stata un'attrice e cantante statunitense.

## Biografia
La sua carriera, che ha abbracciato sette decenni, l'ha vista recitare al cinema, televisione e teatro, in opere di prosa e musical in scena a Broadway e nel West End londinese. Debuttò a Broadway nel 1922, al Moulin Rouge nel 1929 e a Londra nel 1933. Particolarmente apprezzata è stata la sua interpretazione nel musical Jerome Kern Goes to Hollywood, in scena a Londra nel 1985 e a Broadway nel 1986. Per la sua performance fu candidata al Tony Award alla miglior attrice non protagonista in un musical e al Laurence Olivier Award alla migliore attrice in un musical.
Nel 1933 fu la seconda artista ad incidere Stormy Weather.
Fu sposata con il musicista Luke Smith dal 1928 alla morte di lui, avvenuta nel 1936.

## Filmografia

### Cinema
- Death at Broadcasting House, regia di Reginald Denham (1934)
- Song of Freedom, regia di J. Elder Wills (1936)
- Nel mondo della luna (The Moon's Our Home), regia di William A. Seiter (1936)
- Calling All Stars, regia di Herbert Smith (1937)
- Big Fella, regia di J. Elder Wills (1937)
- Around the Town, regia di Herbert Smith (1938)
- This Was Paris, regia di John Harlow (1942)
- Alibi, regia di Brian Desmond Hurst (1942)
- Fiddlers Three, regia di Harry Watt (1944)
- Incubi notturni (Dead of Night), regia di Alberto Cavalcanti (1945)
- Il nostro agente all'Avana (Our Man in Havana), regia di Carol Reed (1959)
- Cleopatra, regia di Joseph L. Mankiewicz (1963)
- Girl Stroke Boy, regia di Bob Kellett (1971)
- La vendetta della pantera rosa (The Revenge of the Pink Panther), regia di Blake Edwards (1978)
- Avventura araba (Arabian Adventure), regia di Kevin Connor (1979)
- The Tempest, regia di Derek Jarman (1979)

### Televisione
- Play of the Month - serie TV, 1 episodio (1967)